# Rune Emanuelsson
Rune Emanuelsson (Göteborg, 8 ottobre 1923 – Göteborg, 21 marzo 1993) è stato un allenatore di calcio e calciatore svedese, di ruolo centrocampista.

## Carriera

### Giocatore

#### Club
Emanuelsson ha disputato tutta la sua carriera con la maglia del Göteborg, squadra in cui è cresciuto e per la quale ha militato dal 1942 al 1955, anno del suo ritiro. In totale vanta 395 presenze e 22 reti.

#### Nazionale
Con la Nazionale del proprio paese, ha vinto la medaglia d'oro ai Giochi olimpici 1948.
Con la maglia della Nazionale svedese vanta in totale 13 presenze.

### Allenatore
Dopo il ritiro ha svolto per nove anni il mestiere di allenatore, vincendo due campionati svedesi.

## Palmarès

### Giocatore

#### Club
- Campionato svedese: 1

IFK Göteborg: 1942

#### Nazionale
- Oro olimpico: 1

Londra 1948